# Anoka County
Das Anoka County ist ein County im US-amerikanischen Bundesstaat Minnesota. Im Jahr 2020 hatte das County 363.887 Einwohner und eine Bevölkerungsdichte von 331,7 Einwohnern pro Quadratkilometer. Der Verwaltungssitz (County Seat) ist Anoka.
Das Anoka County bildet den nördlichen Teil der Metropolregion Minneapolis - Saint Paul.

## Geografie
Das County liegt südöstlich des geografischen Zentrums von Minnesota im nördlichen Vorortbereich der Städte Minneapolis und Saint Paul. Es wird nach Südwesten vom Mississippi begrenzt ist im Osten etwa 35 km von Wisconsin entfernt. Es hat eine Fläche von 1156 Quadratkilometern, wovon 59 Quadratkilometer Wasserfläche sind. An das Anoka County grenzen folgende Nachbarcountys:
| Sherburne County | Isanti County | Chisago County    |
|                  |               |                   |
| Hennepin County  | Ramsey County | Washington County |

## Geschichte
Das Anoka County wurde am 23. Mai 1857 aus Teilen des Ramsey County gebildet. Benannt wurde es, ebenso wie die Bezirkshauptstadt, nach einem Wort aus der Dakota-Sprache, das übersetzt auf beiden Seiten bedeutet.
19 Bauwerke und Stätten des Countys sind im National Register of Historic Places eingetragen (Stand 28. Januar 2018).

## Demografische Daten
Nach der Volkszählung im Jahr 2010 lebten im Anoka County 330.844 Menschen in 120.886 Haushalten. Die Bevölkerungsdichte betrug 301,6 Einwohner pro Quadratkilometer. In den 120.886 Haushalten lebten statistisch je 2,7 Personen.
Ethnisch betrachtet setzte sich die Bevölkerung zusammen aus 88,3 Prozent Weißen, 4,5 Prozent Afroamerikanern, 0,8 Prozent amerikanischen Ureinwohnern, 4,0 Prozent Asiaten sowie aus anderen ethnischen Gruppen; 2,4 Prozent stammten von zwei oder mehr Ethnien ab. Unabhängig von der ethnischen Zugehörigkeit waren 3,8 Prozent der Bevölkerung spanischer oder lateinamerikanischer Abstammung.
25,5 Prozent der Bevölkerung waren unter 18 Jahre alt, 64,3 Prozent waren zwischen 18 und 64 und 10,2 Prozent waren 65 Jahre oder älter. 50,0 Prozent der Bevölkerung war weiblich.
Das jährliche Durchschnittseinkommen eines Haushalts lag bei 69.139 USD. Das Pro-Kopf-Einkommen betrug 29.894 USD. 6,6 Prozent der Einwohner lebten unterhalb der Armutsgrenze.

## Ortschaften im Anoka County
Citys
| - Andover - Anoka - Bethel - Blaine1 | - Centerville - Circle Pines - Columbia Heights - Columbus | - Coon Rapids - East Bethel - Fridley - Ham Lake | - Hilltop - Lexington - Lino Lakes - Nowthen | - Oak Grove - Ramsey - St. Francis1 - Spring Lake Park2 |

Census-designated places (CDP)
- Martin Lake

Andere Unincorporated Communities
- Linwood

1 – zu einem kleineren Teil im Isanti County

2 – teilweise im Ramsey County

## Gliederung
Das Anoka County besteht aus 20 Citys und der Linwood Township, der einzig verbliebenen Township innerhalb des Countys.